# Munojotxon Yoʻlchiyeva
Munojotxon Yoʻlchiyeva (* 26. listopadu 1960, Ferganská kotlina, Uzbecká SSR) je uzbecká zpěvačka. Patří mezi nejznámější ženské pěvecké hvězdy z oblasti šašmakomu. V roce 1994 byla jmenována národní umělkyní Uzbekistánu.

## Vyznamenání
- Zasloužilá umělkyně uzbecké SSR – 3. května 1990[1]
- Řád „Úcta k zemi“ – Uzbekistán, 27. srpna 1998[2]
- Řád Za nezištnou službu – Uzbekistán, 23. srpna 2004[3]
- Řád za vynikající zásluhy – Uzbekistán, 24. srpna 2011[4]
- Řád pracovní slávy – Uzbekistán, 29. srpna 2019[5]